# Дороховская волость (Богородский уезд)
Дороховская волость — волость в составе Богородского и Орехово-Зуевского уездов Московской губернии. Существовала до 1929 года. Центром волости сначала была деревня Дорохово, затем село Селиваниха, с 1923 года снова Дорохово, с 1926 — деревня Авсюнино.
В состав волости вошли селения Авсюнино, Богородское, Дорохово, Дуброво, Загряжское, Заполицы, Коротково, Мальково, Мисцево, Никитское, Петрушино, Понорьино, Рудня, Селиваниха, Степановка и Титово.
По данным 1919 года в Дороховской волости было 12 сельсоветов: Авсюнинский, Богородский, Дороховский, Мальковский, Мисцевский, Никитинский, Петрушинский, Понаринский, Равенский, Селиваниховский, Степановский, Титовский.
5 января 1921 года Дороховская волость была передана в Орехово-Зуевский уезд.
К 1923 году появился Заполицкий с/с.
В 1925 году Дороховский с/с был присоединён к Титовскому, а Равенский — к Мальковскому. Однако уже 4 ноября 1925 года Равенский с/с был восстановлен.
В 1927 году был восстановлен Дороховский с/с.
В ходе реформы административно-территориального деления СССР в 1929 году Дороховская волость была упразднена.